# بيار كلافري
بيير كلافري ، بيار كلافيري، من مواليد 8 مايو 1938 في باب الواد (الجزائر العاصمة) اغتيل في 1 أغسطس 1996 في وهران ، هو كاهن دومينيكاني فرنسي من الجزائر ، أسقف وهران من عام 1981 حتى اغتياله. ضمن مجموعة شهداء الجزائر لدي الكنيسة ، نال درجة مباركاً في 8 كانون الأول 2018 في وهران بالجزائر.